# Elmar Güthoff
Elmar Güthoff (* 26. März 1961 in Hagen) ist ein deutscher römisch-katholischer Theologe und Kirchenrechtler.

## Leben
Der Sohn von Franz Güthoff und Johanna Güthoff geb. Golüke studierte Theologie in Paderborn und München. Das Aufbaustudium Kanonisches Recht absolvierte er in München. Zum Dr. iur. can. wurde er 1992 in Rom promoviert. In Linz wurde er 1997 zum Dr. theol. promoviert. Nach der Habilitation 1999 für das Fach Kirchenrecht durch die Universität Budapest wurde er dort 2000 Privatdozent. Von 2001 bis 2003 war er außerordentlicher Professor für Kirchenrecht in Würzburg. Seit 2002 ist er ehrenamtlicher Leiter des Kanonistischen Instituts an der Universität Potsdam, seit 2003 lehrt er als ordentlicher Professor für Kirchenrecht unter besonderer Berücksichtigung von Ehe-, Prozess- und Strafrecht sowie Staatskirchenrecht an der LMU München. Er ist Fachvertreter für Kirchenrecht in Augsburg. Zudem ist er einer der Herausgeber der Zeitschrift De Processibus Matrimonialibus.
Er ist verheiratet.